# Veikkausliiga 1993
Die Veikkausliiga 1993 war die vierte Spielzeit der höchsten finnischen Spielklasse im Fußball der Männer unter diesem Namen sowie die 63. Saison seit deren Einführung im Jahre 1930.
Der seit 1991 erstklassig spielende FC Jazz Pori schaffte es erstmals, die finnische Meisterschaft zu gewinnen. Der Klub aus Satakunta hatte beim Ende der Meisterschaftsrunde vier Punkte Vorsprung auf Myllykosken Pallo -47.

## Modus
Die zwölf Mannschaften spielten in einem kombinierten System aus einer Hauptrunde mit Hin- und Rückrunde sowie einer anschließenden Meisterschafts- bzw. Abstiegsrunde ausgespielt. 

## Teilnehmende Mannschaften
| Verein                | Stadt        | Stadion                         | Kapazität |
| --------------------- | ------------ | ------------------------------- | --------- |
| FC Jazz Pori          | Pori         | Stadion Pori                    | 12.300    |
| FC Oulu               | Oulu         | Heinäpään tekonurmi             | 01.000    |
| FF Jaro               | Jakobstad    | Jakobstads centralplan          | 04.600    |
| FinnPa Helsinki       | Helsinki     | Olympiastadion Helsinki         | 39.784    |
| Haka Valkeakoski      | Valkeakoski  | Tehtaan kenttä                  | 06.400    |
| HJK Helsinki          | Helsinki     | Olympiastadion Helsinki         | 39.784    |
| Kuusysi Lahti         | Lahti        | Lahden kisapuisto               | 04.000    |
| Mikkelin Palloilijat  | Mikkeli      | Mikkelin urheilupuisto          | 07.000    |
| Myllykosken Pallo -47 | Anjalankoski | Anjalankosken jalkapallostadion | 04.167    |
| Rovaniemi PS          | Rovaniemi    | Rovaniemen keskuskenttä         | 02.800    |
| Ilves Tampere         | Tampere      | Tammela Stadion                 | 05.040    |
| Turku PS              | Turku        | Veritas-Stadion                 | 09.000    |

## Hauptrunde

### Tabelle
| Pl. | Verein                     | Sp. | S  | U | N  | Tore    | Diff. | Punkte |
| --- | -------------------------- | --- | -- | - | -- | ------- | ----- | ------ |
| 1.  | FC Jazz Pori               | 22  | 12 | 5 | 5  | 050:280 | +22   | 41     |
| 2.  | Myllykosken Pallo -47 (P)  | 22  | 11 | 6 | 5  | 031:200 | +11   | 39     |
| 3.  | HJK Helsinki (M)           | 22  | 12 | 3 | 7  | 027:170 | +10   | 39     |
| 4.  | FinnPa Helsinki (N)        | 22  | 11 | 5 | 6  | 034:230 | +11   | 38     |
| 5.  | Tampereen Pallo-Veikot (N) | 22  | 10 | 6 | 6  | 034:290 | +5    | 36     |
| 6.  | Kuusysi Lahti              | 22  | 11 | 3 | 8  | 030:340 | −4    | 36     |
| 7.  | Turku PS                   | 22  | 8  | 4 | 10 | 025:260 | −1    | 28     |
| 8.  | Rovaniemi PS               | 22  | 8  | 3 | 11 | 022:250 | −3    | 27     |
| 9.  | Mikkelin Palloilijat       | 22  | 7  | 5 | 10 | 032:320 | ±0    | 26     |
| 10. | Haka Valkeakoski           | 22  | 7  | 4 | 11 | 027:360 | −9    | 25     |
| 11. | FF Jaro                    | 22  | 5  | 6 | 11 | 017:260 | −9    | 21     |
| 12. | Ilves Tampere              | 22  | 3  | 4 | 15 | 022:550 | −33   | 13     |

Platzierungskriterien: 1. Punkte – 2. Tordifferenz – 3. geschossene Tore

| (M) | amtierender Meister     |
| (P) | amtierender Pokalsieger |
| (N) | Neuaufsteiger           |

### Kreuztabelle
| 1993 | 1993                   | FC Jazz Pori | Myllykosken Pallo -47 | HJK Helsinki | FinnPa Helsinki | Tampereen Pallo-Veikot | Kuusysi Lahti | Turku PS | Rovaniemi PS | Mikkelin Palloilijat | Haka Valkeakoski | FF Jaro | Ilves Tampere |
| 1.   | FC Jazz Pori           |              | 2:2                   | 0:2          | 3:1             | 1:1                    | 7:1           | 1:0      | 3:2          | 5:3                  | 5:1              | 0:0     | 4:0           |
| 2.   | Myllykosken Pallo -47  | 1:3          |                       | 1:0          | 2:0             | 0:0                    | 1:1           | 3:1      | 0:1          | 3:0                  | 3:1              | 1:0     | 4:0           |
| 3.   | HJK Helsinki           | 1:0          | 0:2                   |              | 0:2             | 0:2                    | 0:0           | 3:2      | 2:1          | 1:0                  | 2:1              | 0:0     | 4:0           |
| 4.   | FinnPa Helsinki        | 2:0          | 3:0                   | 1:0          |                 | 1:2                    | 1:1           | 2:1      | 5:2          | 2:0                  | 1:1              | 3:0     | 0:2           |
| 5.   | Tampereen Pallo-Veikot | 2:2          | 1:1                   | 0:4          | 1:2             |                        | 0:1           | 1:2      | 2:1          | 3:0                  | 3:3              | 3:1     | 3:2           |
| 6.   | Kuusysi Lahti          | 2:1          | 2:0                   | 1:0          | 1:3             | 0:1                    |               | 1:0      | 2:1          | 2:3                  | 2:1              | 3:1     | 2:1           |
| 7.   | Turku PS               | 1:1          | 0:1                   | 2:0          | 3:3             | 0:1                    | 2:1           |          | 0:0          | 1:0                  | 1:0              | 3:0     | 1:2           |
| 8.   | Rovaniemi PS           | 2:0          | 1:1                   | 0:1          | 1:2             | 2:0                    | 1:0           | 1:0      |              | 3:0                  | 1:0              | 0:2     | 1:0           |
| 9.   | Mikkelin Palloilijat   | 2:5          | 1:1                   | 0:0          | 0:0             | 3:1                    | 5:0           | 0:1      | 1:0          |                      | 6:0              | 1:1     | 5:1           |
| 10.  | Haka Valkeakoski       | 0:2          | 2:1                   | 1:3          | 0:0             | 1:3                    | 0:2           | 2:0      | 2:0          | 1:0                  |                  | 2:0     | 6:0           |
| 11.  | FF Jaro                | 0:1          | 0:1                   | 0:1          | 1:0             | 0:0                    | 3:1           | 2:3      | 1:0          | 1:1                  | 0:1              |         | 1:1           |
| 12.  | Ilves Tampere          | 2:4          | 1:2                   | 1:3          | 2:0             | 2:4                    | 2:4           | 1:1      | 1:1          | 0:1                  | 1:1              | 0:3     |               |

## Meisterschaftsrunde
Die besten acht Mannschaften der Hauptrunde spielten nochmals jeweils einmal gegeneinander. FC Jazz Pori konnte die Führung behaupten und wurde somit finnischer Fußballmeister 1993.

Die Ergebnisse und Punkte aus der Hauptrunde wurden übernommen
| Pl. | Verein                     | Sp. | S  | U | N  | Tore    | Diff. | Punkte |
| --- | -------------------------- | --- | -- | - | -- | ------- | ----- | ------ |
| 1.  | FC Jazz Pori               | 29  | 17 | 7 | 5  | 067:330 | +34   | 58     |
| 2.  | Myllykosken Pallo -47 (P)  | 29  | 16 | 6 | 7  | 047:330 | +14   | 54     |
| 3.  | HJK Helsinki (M)           | 29  | 15 | 4 | 10 | 034:260 | +8    | 49     |
| 4.  | Kuusysi Lahti              | 29  | 14 | 5 | 10 | 041:440 | −3    | 47     |
| 5.  | FinnPa Helsinki (N)        | 29  | 13 | 7 | 9  | 045:350 | +10   | 46     |
| 6.  | Tampereen Pallo-Veikot (N) | 29  | 10 | 8 | 11 | 038:390 | −1    | 38     |
| 7.  | Rovaniemi PS               | 29  | 11 | 5 | 13 | 032:350 | −3    | 38     |
| 8.  | Turku PS                   | 29  | 9  | 5 | 15 | 031:390 | −8    | 32     |

| (M) | amtierender Meister     |
| (P) | amtierender Pokalsieger |
| (N) | Neuaufsteiger           |

|                        | FC Jazz Pori | Myllykosken Pallo -47 | HJK Helsinki | Kuusysi Lahti | FinnPa Helsinki | Tampereen Pallo-Veikot | Rovaniemi PS | Turku PS |
| ---------------------- | ------------ | --------------------- | ------------ | ------------- | --------------- | ---------------------- | ------------ | -------- |
| FC Jazz Pori           |              | 6:3                   | –            | –             | 4:1             | 1:1                    | –            | 2:0      |
| Myllykosken Pallo -47  | –            |                       | 2:0          | 3:0           | –               | –                      | 3:0          | 2:0      |
| HJK Helsinki           | 0:2          | –                     |              | –             | 0:0             | 1:0                    | 0:2          | –        |
| Kuusysi Lahti          | 0:0          | –                     | 1:2          |               | –               | –                      | 2:2          | –        |
| FinnPa Helsinki        | –            | 6:1                   | –            | 0:3           |                 | 2:0                    | –            | 0:2      |
| Tampereen Pallo-Veikot | –            | 1:2                   | –            | 2:3           | –               |                        | 0:0          | –        |
| Rovaniemi PS           | 0:2          | –                     | –            | –             | 2:2             | 1:0                    |              | –        |
| Turku PS               | –            | –                     | 2:4          | 1:2           | –               | –                      | 1:3          |          |

## Relegationsrunde
Die vier schlechtesten Mannschaften der Veikkausliiga und die vier besten Mannschaften der I divisioona (mit * gekennzeichnet) nahmen an der Relegationsrunde teil. Da in der Saison 1994 die Veikkausliiga mit 14 statt bisher 12 Mannschaften starten sollte qualifizierten sich die ersten sechs der Relegationsrunde für die Veikkausliiga-Saison 1994.
| Pl. | Verein                | Sp. | S | U | N | Tore    | Diff. | Punkte |
| --- | --------------------- | --- | - | - | - | ------- | ----- | ------ |
| 1.  | Mikkelin Palloilijat  | 7   | 4 | 3 | 0 | 019:700 | +12   | 15     |
| 2.  | FF Jaro               | 7   | 4 | 2 | 1 | 009:500 | +4    | 14     |
| 3.  | Kuopion PS *          | 7   | 3 | 2 | 2 | 015:100 | +5    | 11     |
| 4.  | Haka Valkeakoski      | 7   | 3 | 1 | 3 | 013:110 | +2    | 10     |
| 5.  | FC Oulu *             | 7   | 3 | 1 | 3 | 010:100 | ±0    | 10     |
| 6.  | Ilves Tampere         | 7   | 2 | 3 | 2 | 005:700 | −2    | 09     |
| 7.  | Kajaanin Haka *       | 7   | 2 | 1 | 4 | 007:120 | −5    | 07     |
| 8.  | Kontulan Urheilijat * | 7   | 0 | 1 | 6 | 004:200 | −16   | 01     |

Platzierungskriterien: 1. Punkte – 2. Tordifferenz – 3. geschossene Tore

## Torschützenliste
| Pl. | Nat.     | Spieler       | Verein                | Tore |
| --- | -------- | ------------- | --------------------- | ---- |
| 1   | Finnland | Antti Sumiala | FC Jazz Pori          | 20   |
| 2   | Finnland | Tommi Paavola | FinnPa Helsinki       | 13   |
| 3   | Finnland | Jari Rantanen | FinnPa Helsinki       | 12   |
| 4   | Finnland | Ismo Lius     | Kuusysi Lahti         | 11   |
|     | Finnland | Jukka Turunen | Myllykosken Pallo -47 | 11   |

## Abschneiden im Europapokal 1993/94
Während der Veikkausliiga-Saison 1993 waren vier finnische Mannschaften bei internationalen Wettbewerben im Einsatz, die sich nach der Veikkausliiga-Saison 1992 dafür qualifiziert hatten:
- Meister HJK Helsinki (UEFA Champions League 1993/94)
  - Vorrunde: 1:1 und 1:0 gegen  FC Norma Tallinn
  - 1. Runde: 0:3 und 0:3 gegen  RSC Anderlecht
- Vizemeister Kuusysi Lahti (UEFA-Pokal 1993/94)
  - 1. Runde: 4:0 und 2:1 gegen  KSV Waregem
  - 2. Runde: 1:4 und 1:3 gegen  Brøndby IF
- Pokalsieger Myllykosken Pallo -47 (Europapokal der Pokalsieger 1993/94)
  - Qualifikation: 1:3 und 0:1 gegen  Valur Reykjavík

## Abschneiden im Europapokal 1994/95
Drei Vereine qualifizierten sich nach der Veikkausliiga-Saison 1993 für internationale Wettbewerbe in der Saison 1994/95:
- Meister FC Jazz Pori (UEFA-Pokal 1994/95)
  - Vorrunde: 1:0 und 0:4 gegen  FC Kopenhagen
- Vizemeister Myllykosken Pallo -47 (UEFA-Pokal 1994/95)
  - Vorrunde: 3:0 und 0:1 gegen  AŠK Inter Slovnaft Bratislava
  - 2. Runde: 1:2 und 1:1 gegen  Boavista Porto
- Pokalsieger HJK Helsinki (Europapokal der Pokalsieger 1994/95)
  - Vorrunde: 5:0 und 2:0 gegen  B71 Sandur
  - 1. Runde: 0:2 und 1:1 gegen  Beşiktaş Istanbul